# Bugelan
Bugelan is een bestuurslaag in het regentschap Wonogiri van de provincie Midden-Java, Indonesië. Bugelan telt 3795 inwoners (volkstelling 2010).